# Heliconius trimaculata
Heliconius trimaculata är en fjärilsart som beskrevs av Krüger 1933. Heliconius trimaculata ingår i släktet Heliconius och familjen praktfjärilar. Inga underarter finns listade i Catalogue of Life.